# ابراهیم فرح‌بخشیان
ابراهیم فرح‌بخشیان سیاستمدار، وزیر راه و ترابری در کابینه آخر هویدا و استاندار لرستان در دوره پهلوی دوم بود.
فرح‌بخشیان از ۹ خرداد ۱۳۵۳ تا ۱۳ آبان ۱۳۵۵ استاندار لرستان و سپس وزیر راه و ترابری در کابینه چهارم هویدا بود.